# Хадмар II фон Лабер
Хадмар II фон Лабер (на немски: Hadmar II von Laber; † сл. 27 март 1324) е благородник от фамилията Лабер от днешен Горен Пфалц в Бавария.
Той е син на Хадмар I фон Лабер († 1273) и съпругата му Агнес († 1279). Внук е на Вернер фон Лабер († 1225) и на фон Ахаузен († сл. 1225). Баща му Хадмар I фон Лабер е през 1258 г. дворцов майстер на херцог Лудвиг II Строги.

## Фамилия
Хадмар II фон Лабер се жени пр. 14 юни 1294 г. за Агнес фон Абенсберг († 1307), дъщеря на Улрих I фон Абенсберг († сл. 1300) и Агнес фон Леонсберг († сл. 1291). Те имат децата:
- Елзбет фон Лабер († сл. 1345), омъжена за Хилполт II фон Щайн († 25 юли 1345)
- Хадмар III фон Лабер († сл. 1362), майор на Регенсбург, женен между 1340 и 1 февруари 1343 г. за Елизабет Шпет; имат син